# Mécanochimie
La mécanochimie est une branche de la chimie qui traite du comportement chimique des matériaux sous l’effet d’une action mécanique. Une réaction mécanochimique est définie par l'UICPA comme étant une réaction chimique induite par l’absorption directe d’énergie mécanique, par exemple sous l'action de cisaillement, de frottement ou de broyage.
Une branche importante de la mécanochimie est la tribochimie (voir Tribologie) qui traite de la modification du comportement chimique des solides par action mécanique sur leurs surfaces.
La mécanochimie est une branche bien moins connue que les plus classiques thermochimie, électrochimie et photochimie, mais elle est ancienne (l'antique broyage au mortier et pilon des pharmaciens en fait partie) et en plein developpement, notamment parce qu'elle ne requiert pas des conditions de température ou de pression exigeantes (bien qu'on puisse appliquer en même temps de telles conditions, et que l'action mécanique peut les créer localement), et qu'elle permet de tester plusieurs combinaisons à la fois dans un outil comme le broyeur à billes, où les billes peuvent être en même temps des composants ou des catalyseurs de la réaction recherchée.
Ces forces mécaniques conduisent à des changements structurels au niveau de la surface. L'abrasion peut induire l’augmentation de la surface, la diminution de la taille des particules, la formation de nouvelles surfaces et même des transitions de phase. Cette activation mécanique conduit à l'émission de photons, d’électrons et même à la formation de nouveaux composés par réaction mécanochimique.

## Réaction mécanochimique

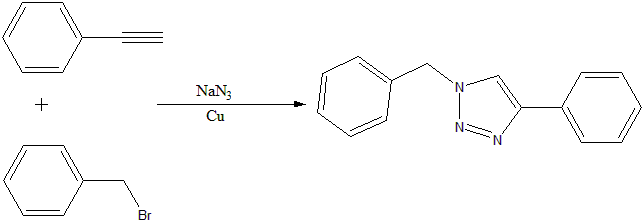
Exemple de réaction mécanochimique : la synthèse d'un composé polycyclique par réaction mécanochimique du phénylacétylène sur du bromure de benzyle en présence d'azoture de sodium dans un récipent en cuivre.

L'ancienne technique d'extraction du mercure par broyage du cinabre (sulfure de mercure, HgS) au mortier et pilon de cuivre en présence de vinaigre s'explique aujourd'hui par la mécanochimie. Elle est décrite par Théophraste au IVe siècle av. J.-C. dans son traité Sur les pierres.
Les effets d’une contrainte mécanique sur des polymères varient de simples changements de conformation, à l’étirement et la déformation des liaisons covalentes au clivage de ces liaisons sous l’influence de contraintes suffisamment élevées. Dans ce dernier cas, on parle de coupure (ou scission) mécanochimique des chaînes polymères. Les forces mécaniques ont aussi été impliquées dans des réactions chimiques bimoléculaires telles que l'hydrolyse de polyamide et l’ozonolyse de polyoléfine.